# Schubert: Music for Piano Four Hands
Schubert: Music for Piano Four Hands è il quarto album in studio del duo pianistico italiano Spina - Benignetti Piano Duo, pubblicato il 30 settembre 2022 dalla casa discografica Ulysses Arts.

## Tracce
1. Piano Quintet in A Major, D.667, The Trout: I. "Allegro vivace" (transcribed for piano four hands by Hugo Ulrich);– (musica: Franz Schubert)
2. Piano Quintet in A Major, D.667, The Trout: II. "Andante" (transcribed for piano four hands by Hugo Ulrich);– (musica: Franz Schubert)
3. Piano Quintet in A Major, D.667, The Trout: III. "Scherzo" (Presto) (transcribed for piano four hands by Hugo Ulrich;– (musica: Franz Schubert)
4. Piano Quintet in A Major, D.667, The Trout: IV. "Andantino - Allegretto" (transcribed for piano four hands by Hugo Ulrich);– (musica: Franz Schubert)
5. Piano Quintet in A Major, D.667, The Trout: V. "Allegro giusto" (transcribed for piano four hands by Hugo Ulrich);– (musica: Franz Schubert)
6. Eight Variations in A-flat Major on an Original Theme, D.813;– (musica: Franz Schubert)
7. Fantasia in F Minor, D.940;– (musica: Franz Schubert)